# Ladislao Mazurkiewicz
Ladislao Mazurkiewicz Iglesias (14. februar 1945 i Piriápolis, Uruguay - 2. januar 2013) var en uruguayansk fodboldspiller og -træner, der som målmand på Uruguays landshold deltog ved tre VM-slutrunder (1966, 1970 og 1974). Heraf var den mest succesfulde 1970-turneringen i Mexico, hvor holdet sluttede på fjerdepladsen, og hvor Mazurkiewicz blev kåret som slutrundens bedste målmand. I alt nåede han at spille 36 kampe for landsholdet.
Mazurkiewicz spillede på klubplan primært for CA Peñarol i hjemlandet, som han også stod i spidsen for som træner.